# Susanne Luber
Susanne Luber (* 31. Mai 1951 in Berlin) ist eine deutsche Slawistin, Bibliothekarin und Übersetzerin.

## Leben und Wirken
Susanne Luber studierte Slawistik und Geographie. Nach ihrem Staatsexamen 1977 promovierte sie 1983 an der Freien Universität Berlin im Fach Slawistik. Von 1980 bis 1986 war sie wissenschaftliche Mitarbeiterin am Osteuropa-Institut der Freien Universität Berlin. 1986 trat sie als Bibliotheksreferendarin an der Staatsbibliothek zu Berlin in die Ausbildung für den höheren Bibliotheksdienst ein und legte 1988 die Fachprüfung an der Fachhochschule für Bibliotheks- und Dokumentationswesen in Köln ab. Im gleichen Jahr begann ihre Tätigkeit als wissenschaftliche Mitarbeiterin an der Eutiner Landesbibliothek, einer historischen Forschungsbibliothek in Schleswig-Holstein. Luber arbeitete vor allem für die Forschungsstelle zur historischen Reisekultur, die 1992 an der Eutiner Landesbibliothek aufgrund des dortigen umfangreichen Spezialbestandes an Reiseliteratur vom 16. bis 20. Jahrhundert gegründet worden war.
Neben ihren wissenschaftlichen Arbeiten vor allem zur Reisekultur und -literatur war Susanne Luber als Übersetzerin aus dem Englischen tätig. Sie hat vor allem Werke der spätviktorianischen Zeit, insbesondere von Oscar Wilde und Arthur Conan Doyle, neu übersetzt und herausgegeben.
Susanne Luber ist Mitglied und Ehrenmitglied der D.O.N.A.L.D. Von 1993 bis 2022 leitete sie ehrenamtlich die Zentralbibliothek der D.O.N.A.L.D.

## Veröffentlichungen (Auswahl)
- (mit Peter Rostankowski:) Die Agglomeration Leningrad. Gegenwärtige und zukünftige Entwicklung (= Veröffentlichungen der Akademie für Raumforschung und Landesplanung, Hannover. Beiträge, Bd. 25). Schroedel, Hannover 1978, ISBN 3-507-91492-1.
- Die Herkunft der Zaporoger Kosaken des 17. Jahrhunderts nach Personennamen (= Veröffentlichungen der Abteilung für Slavische Sprachen und Literaturen des Osteuropa-Instituts der FU Berlin, Bd. 56). Harrassowitz, Wiesbaden 1983, ISBN 3-447-02381-3 (Dissertation Freie Universität Berlin).
- Einwanderung und Nationsbildung in der Ukraine im 17. Jahrhundert. In: Österreichische Osthefte, Bd. 26 (1984), S. 543–562.
- (Hrsg.): Vom Reisen in der Kutschenzeit. Ausstellung der Eutiner Landesbibliothek, 24. November 1989 – 31. August 1990 (= Veröffentlichungen der Eutiner Landesbibliothek, Bd. 1). Boyens, Heide 1989, ISBN 3-8042-0488-0 (2. Aufl. 1990).
- (Bearb.): Reiseliteratur und Geographica in der Eutiner Landesbibliothek. Zwei Bände (= Kataloge der Eutiner Landesbibliothek, Bd. 2). Boyens, Heide 1990, ISBN 3-8042-0525-9.
- (Bearb.): Zwölf Wind und Drei Feuerstein. Vom Leben in Altmexiko, seiner Zerstörung und Neuentdeckung. Ausstellung in der Eutiner Landesbibliothek, 30. Oktober 1992 bis 26. Februar 1993 (= Veröffentlichungen der Eutiner Landesbibliothek, Bd. 2). Ed. Temmen, Bremen 1992, ISBN 3-86108-206-3.
- Die Reise Peters des Großen nach Westeuropa 1716–1717. In: Dieter Alfter (Hrsg.): Zar Peter der Große : die zweite große Reise nach Westeuropa 1716–1717. Auf europäischer Bühne. Niemeyer, Hameln 1999, S. 41–68, ISBN 978-3-8271-9033-8.
- Die Reiserouten Peters des Großen 1697–1698 und 1716–1717. In: Brigitte Buberl u. a.: Palast des Wissens. Die Kunst- und Wunderkammers Zar Peters des Großen. Bd. 1. Hirmer, München 2003, S. 39–52, ISBN 3-7774-9760-6.
- Die Slawen in Ostholstein. Sichtweisen von Helmold von Bosau bis in die Gegenwart (= Eutiner Bibliothekshefte, Bd. 9). Eutiner Landesbibliothek 2007, ISBN 978-3-939643-04-3. 2. völlig überarb. Auflage 2009.
- Die Welt erfahren. Reiseliteratur als literarische Gattung  (mit besonderer Berücksichtigung Lauenburgs). In: Eckardt Opitz (Hrsg.): Das Herzogtum Lauenburg im Spiegel der Literatur (= Kolloquium / Lauenburgische Akademie für Wissenschaft und Kultur, Bd. 17). Winkler, Bochum 2011, S. 85–101, ISBN 978-3-89911-166-8.
- (Hrsg.): Reise-Bilder. Beiträge zur Visualisierung von Reiseerfahrung (= Eutiner Forschungen, Bd. 6). Eutiner Landesbibliothek 2012, ISBN 978-3-939643-07-4.
- Fug und Unfug in Donald-Duck-Geschichten der fünfziger Jahre. In: treibhaus. Jahrbuch für die Literatur der fünfziger Jahre, Bd. 8 (2012), S. 21–51.
- Kulturkontakt im Buch: St. Petersburg im Spiegel deutschsprachiger Reiseberichte. In: Larissa Polubojarinova (Hrsg.): Phänomenologie, Geschichte und Anthropologie des Reisens. Internationales interdisziplinäres Alexander-von-Humboldt-Kolleg in St. Petersburg 16.-19. April 2013. Solivagus, Kiel 2015, S. 297–307. ISBN 978-3-943025-23-1.
- Insel am Rande der Welt: Das Bild Islands in Reiseberichten des 16. bis 20. Jahrhunderts. In: Das Tor zur Hölle: Island-Karten auf fünf Jahrhunderten. Eutiner Landesbibliothek 2019, S. 69–106.
- Reiseliteratur als Quelle für gartenhistorische Untersuchungen (am Beispiel des Eutiner Schlossgartens). In: Hubertus Fischer (Hrsg.): Reisen und Gärten. Reisen, Reiseberichte und Gärten vom Mittelalter bis in die Gegenwart. Akademische Verlagsgesellschaft, München 2020, S. 29–42, ISBN 978-3-95477-087-8.
- Donald Duck und die Translation. In: Silke Gehring (Hrsg.): Kaleidoskop. Lumpeter & Lasel, Eutin 2023, S. 11–30.

Übersetzungen
- Alexander S. Mylnikow: Die falschen Zaren. Peter III. und seine Doppelgänger in Russland und Osteuropa. (= Eutiner Forschungen, Bd. 3). Struve, Eutin 1994, ISBN 3-923457-28-6

- Oscar Wilde: Die Märchen. Der glückliche Prinz. Ein Granatapfelhaus. Haffmans, Zürich 1999. 4. Aufl. 2012, ISBN 978-3-86150-513-6
- Barbara Belford: Oscar Wilde – ein paradoxes Genie. Eine Biographie. Haffmans, Zürich 2000, ISBN 3-251-20314-2
- Gabriel Josipovici: Gegenlicht. Ein Triptychon nach Pierre Bonnard. Haffmans, Zürich 2001, ISBN 3-251-00510-3
- Oscar Wilde: Brief aus dem Gefängnis. Haffmans, Zürich 2004, ISBN 3-86150-517-7
- Henry Rider Haggard: Sie. Roman. Haffmans bei Zweitausendeins, Frankfurt/M. 2006, ISBN 3-86150-573-8
- Arthur Conan Doyle: Das Zeichen der Vier. Haffmans bei Zweitausendeins, Feldafing 2021, ISBN 978-3-96022-017-6
- Arthur Conan Doyle: Das Tal der Angst. Haffmans bei Zweitausendeins, Feldafing 2021, ISBN 978-3-96022-017-6
- Arthur Conan Doyle: Der Hund der Baskervilles. Haffmans bei Zweitausendeins, Leipzig 2021, ISBN 978-3-96318-137-5
- H. G. Wells: Glücksräder. Eine Fahrradidylle. Haffmans bei Zweitausendeins, Leipzig 2023, ISBN 978-3-96318-175-7